# Oliver Kahn
Pour les articles homonymes, voir Kahn.
Oliver Rolf Kahn, né le 15 juin 1969 à Karlsruhe en Allemagne de l'Ouest, est un footballeur international allemand évoluant comme gardien de but dans les années 1980 à 2000.
Durant sa carrière professionnelle, il était considéré comme l'un des meilleurs gardiens du monde. Avec le Bayern Munich, club dont il est pendant des années le capitaine, il remporte huit titres de champion d'Allemagne, six Coupes d'Allemagne et surtout une Ligue des champions en 2001 et une Coupe de l'UEFA en 1996. Il prend sa retraite à la fin de la saison 2007-2008.
Il est aussi l'un des piliers de l'équipe d'Allemagne, remportant le Championnat d'Europe 1996 et l'un des principaux artisans du parcours de la sélection lors de la Coupe du monde 2002, où l'Allemagne s'incline en finale face au Brésil ; il est élu meilleur gardien et meilleur joueur de la compétition.

## Biographie

### Enfance et formation
Né à Karlsruhe, Oliver Kahn est partiellement d'origine lettone. Le père d'Oliver Rolf Kahn, footballeur professionnel ayant aussi débuté au Karlsruher SC, naît à Liepāja en Lettonie, d'une mère lettone et d'un père Allemand de la Baltique (donc les grands-parents paternels d'Oliver). Oliver grandit à quelques kilomètres du Wildparkstadion, le stade du club local. Le Karlsruher SC voit entre-temps passer le grand-frère d'Oliver, Axel.
En 1976, Oliver y signe sa première licence et débute comme libéro. Pour ses huit ans, le jeune joueur reçoit la tenue complète de Sepp Maier, gardien de la sélection allemande championne du monde 1974. Kahn enfile les gants et décide alors de garder les cages.
Dans les équipes jeunes, Kahn est régulier mais pas le meilleur. En revanche, il est calme, travailleur, très discipliné à l'entraînement et poursuit sa scolarité. Il participe aux sélections régionales, intègre l'équipe juniors puis garde les cages de l'équipe amateur du Karlsruher SC. Lors de la saison 1987-1988, il est pour la première fois présent dans l'équipe professionnelle, comme remplaçant d'Alexander Famulla.

### Karlsruher SC (1987-1994)
Le 27 novembre 1987, Famulla est suspendu et Oliver Kahn débute à Cologne où il encaisse quatre buts en guise de baptême (4-0), puis deux à domicile la semaine suivante contre le Werder Brême (0-2). Au retour du titulaire habituel, Kahn retrouve sa place sur le banc. En 1988, Oliver obtient son baccalauréat et se ressource avec l'équipe amateur en division régionale de Bade-Wurtemberg. Pendant trois ans, Kahn officie comme doublure au Karlsruher SC mais se fixe un objectif : « à 23 ans, un bon gardien doit être titulaire dans son club ! ».
Après ses études secondaires, Oliver Kahn étudie les sciences économiques.
Le 10 novembre 1990, à 21 ans, Winfried Schäfer sort Famulla à la mi-temps. Kahn s'installe dans les cages du KSC et n'en sort plus. Il gagne ses duels, rassure ses défenseurs et signe son premier contrat professionnel. Devenu titulaire indiscutable, Kahn découvre la Coupe de l'UEFA lors de l'édition 1993-1994 et atteint même les demi-finales. Au terme de cet exercice, il est élu une première fois meilleur gardien de Bundesliga et rejoint le Bayern Munich contre 2,7 M€, un record pour un gardien en Allemagne.

### Bayern Munich (1994-2008)
Le jeune portier de 25 ans succède alors à Raimond Aumann dans les cages du prestigieux club bavarois. Mais le rendez-vous avec la gloire doit attendre : le 26 novembre, Kahn percute son nouveau coéquipier Markus Babbel lors d'un match contre Leverkusen et se rompt les ligaments croisés du genou. Refusant d'être pris en photo avec des béquilles et faisant preuve d'une force de caractère qui impressionne avec sa nouvelle médiatisation, Kahn est de retour seulement cinq mois après l'accident.
Lors de la saison 1995-1996, Oliver Kahn remporte son premier titre avec le Bayern Munich : la Coupe de l'UEFA. Après un Euro 1996 remporté sans jouer, Kahn rafle quatre titres de champion, deux Coupes d'Allemagne et quatre Coupes de la Ligue allemande en cinq ans avec les Munichois. Il est récompensé par deux fois du titre de footballeur allemand de l'année en 2000 et 2001 (tous postes confondus). Sur la scène européenne, il dispute deux finales de Ligue des champions en 1999 et 2001. La première est terrible : alors que le Bayern mène 1 à 0 à quelques minutes de la fin du match, Manchester United marque par deux fois avant le coup de sifflet final et remporte le titre. La finale de 2001 est plus favorable aux Bavarois : Kahn s'illustre notamment en stoppant trois tirs-au-but en finale face au FC Valence et permet de ramener le quatrième sacre européen du club, le premier depuis 25 ans. Quelques mois plus tard, il remporte la Coupe intercontinentale 2001 après avoir prolongé son contrat jusqu'en 2006.
En 2002, Oliver Kahn est nommé capitaine du Bayern Munich et il le restera jusqu'à sa retraite en 2008. Lors de la saison 2002-2003, il reste 803 minutes sans prendre de but et il établit ainsi le record d'invincibilité de l'époque.
Son premier match de la saison 2006-2007 est son cinq-centième en Bundesliga (onzième joueur à atteindre ce nombre). Le 5 décembre 2006, contre l'Inter Milan, Kahn participe à son centième match en Ligue des champions.
Le 17 mai 2008, il met fin à sa longue carrière après une victoire 4-1 sur le Hertha Berlin et un ultime trophée du champion d'Allemagne.

### En équipe nationale (1993-2006)
Oliver Kahn est appelé pour la première fois en équipe nationale en octobre 1993 pour un match contre l'Uruguay dans sa ville natale de Karlsruhe. S'il honore sa première cape le 23 juin 1995 en Suisse (victoire 2-1). Il est le troisième gardien de l'équipe lors de la Coupe du monde 1994 et remporte le Championnat d'Europe 1996 sans jouer et doit attendre la retraite internationale d'Andreas Köpke après la Coupe du monde 1998 pour s'imposer comme numéro un en sélection.
En 2000, il dispute sa première compétition internationale comme titulaire : l'Euro 2000 qui se termine prématurément pour la sélection allemande. Le 26 janvier 2002, il est promu capitaine de cette dernière, succédant à Oliver Bierhoff.
En 2002, Kahn dispute ce qui sera sa compétition la plus aboutie avec la Mannschaft : la Coupe du monde 2002. Il multiplie les exploits lors du tournoi et livre des prestations d'excellente qualité. Sa maîtrise du jeu porte son équipe jusqu'en finale, face au Brésil. Mais ce match ultime tourne au drame pour le charismatique portier qui concède deux buts (dont un sur une prise de balle malheureuse) et perd le titre suprême. Il est néanmoins récompensé par le Prix Lev Yachine et Ballon d'or Adidas qui récompense le meilleur joueur du Mondial. C'est la première fois qu'un gardien de but est nommé meilleur joueur d'une Coupe du monde.
En août 2004, c'est Michael Ballack qui prend la relève de Kahn en tant que capitaine de la Mannschaft.

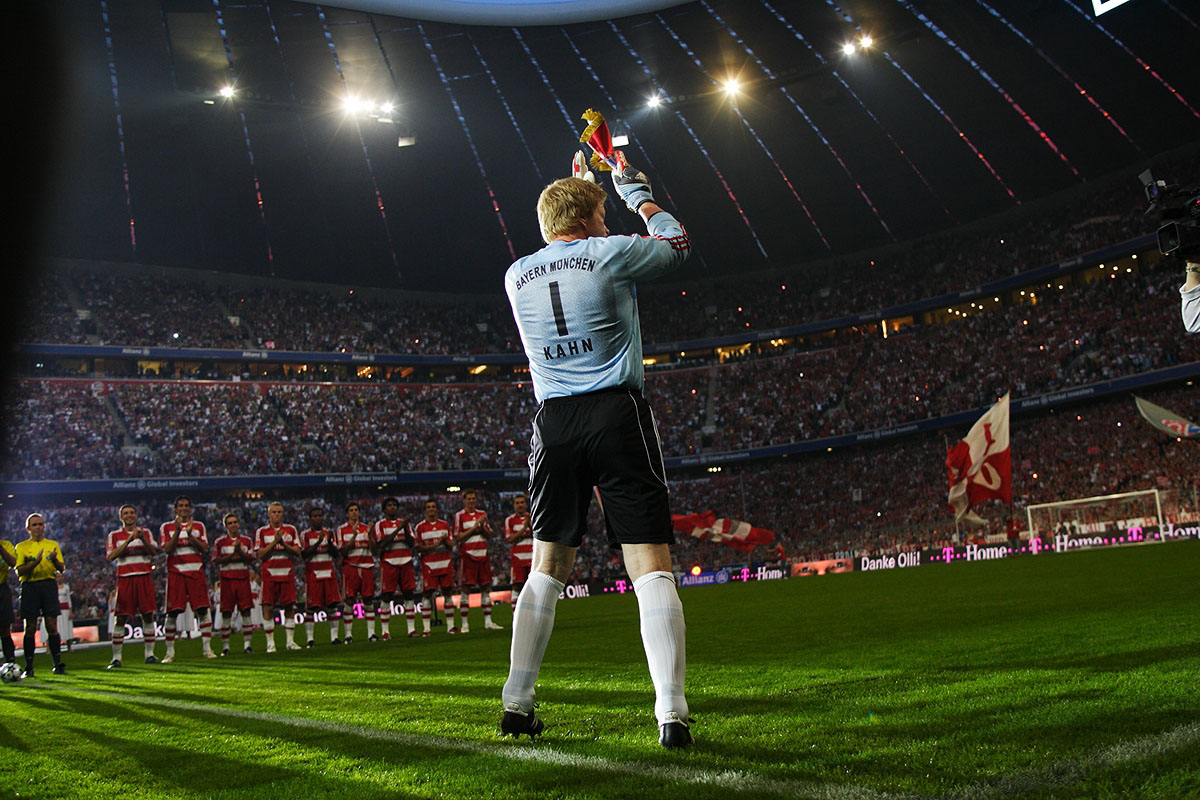
Oliver Kahn ovationné par les spectateurs munichois lors de son dernier match

À l'approche de la Coupe du monde 2006 se pose la question connue outre-Rhin sous le nom de "T-Frage", soit la "question du gardien titulaire" : Oliver Kahn ou Jens Lehmann, qui joueraient tous deux leur dernière Coupe du monde, se posent alors en rivaux acharnés. Kahn, longtemps considéré comme numéro 1 à ce poste, connaît une période moins rayonnante ce qui pousse Lehmann, éternel second en sélection à postuler pour la première place. Cette rivalité passionne le public d'autant plus qu'en août 2004, le sélectionneur Jürgen Klinsmann refuse d'y donner une réponse claire. En conséquence, les deux gardiens rivalisent à distance depuis leur club pendant plus d'un an et demi.
Le 7 avril 2006, le sélectionneur met fin au duel en annonçant sa décision de placer comme ultime rempart contre l'adversaire le gardien Jens Lehmann, qui sera donc titulaire jusqu'à son départ de la Mannschaft. Trois jours plus tard, lors d'une conférence de presse, il annonce qu'Oliver Kahn sera bien le deuxième gardien de l'équipe pendant la Coupe du monde. Il n'y dispute comme unique match que la petite finale, opposant le Portugal à l'Allemagne, après la défaite 2-0 en demi-finale contre l'Italie. Ce dernier match d'Oliver Kahn dans les couleurs de la Mannschaft est remporté 3-1 par l'Allemagne.
Oliver Kahn est le gardien de but qui a joué le plus de fois en tant que capitaine de l'équipe nationale d'Allemagne avec 49 apparitions avec ces couleurs et fonctions.

### Reconversion (depuis 2008)
En mai 2004, Oliver Kahn publie son autobiographie, Nummer eins (numéro un).
Il est commentateur dans les émissions de télé ou lorsqu'il y a des matchs, sur le plateau de télévision allemande sur la ZDF, la deuxième chaîne allemande.
En janvier 2012, Kahn critique ouvertement Felix Magath, dont le système de gestion des clubs lui déplaît fortement.
Le 30 août 2019, Oliver Kahn est nommé au conseil d'administration du Bayern Munich, pour en 2022 succéder à Karl-Heinz Rummenigge  au poste de président du conseil exécutif. Sa montée en compétences dans l'organigramme se confirme avec son accès au directoire du club en janvier 2020.
Le 1er juillet 2021, Oliver Kahn prend la présidence du FC Bayern AG, l'entreprise qui gère le football professionnel du club. Il est démis de ses fonctions le 27 mai 2023.
En mai 2025, il dépose une offre de reprise du club des Girondins de Bordeaux.

## Style de jeu: gardien autoritaire
Oliver Kahn est un gardien de but doté d'un mental solide. Portier au visage dur et au caractère affirmé, il sait se hisser au niveau des meilleurs du monde à force de travail et concentration.
Autoritaire, capable de tancer vertement ses coéquipiers sur et en dehors du terrain en cas de mauvaises performances, Kahn est aussi exemplaire notamment grâce à son tempérament de gagneur et son refus de la défaite. Ces caractéristiques ainsi que ses exploits sur le terrain font de lui non seulement le meilleur gardien du championnat d'Allemagne mais aussi l'un des meilleurs joueurs allemands de son époque.

## Statistiques
- 86 matches en équipe d'Allemagne
- 557 matches en Bundesliga
- 107 matches en Ligue des champions
- 33 matches en Coupe de l'UEFA
- 44 matches en Coupe d'Allemagne
- 1 match en Supercoupe de l'UEFA

## Palmarès
| Bayern Munich (23) | Allemagne (1) |
| --- | --- |
| - Championnat d'Allemagne - Champion : 1997, 1999, 2000, 2001, 2003, 2005, 2006 et 2008 - Coupe d'Allemagne - Vainqueur : 1998, 2000, 2003, 2005, 2006 et 2008 - Finaliste : 1999 - Coupe de la Ligue allemande - Vainqueur : 1997, 1998, 1999, 2000, 2004 et 2007 - Finaliste : 2006 - Coupe intercontinentale - Vainqueur : 2001 - Ligue des champions UEFA - Vainqueur : 2001 - Finaliste en 1999 - Coupe de l'UEFA - Vainqueur : 1996 - Supercoupe de l'UEFA - Finaliste : 2001 | - Championnat d'Europe - Vainqueur du Championnat d'Europe 1996 - Coupe du monde - Finaliste de la Coupe du monde 2002 - Troisième de la Coupe du monde 2006 - Coupe des confédérations - Troisième de la Coupe des confédérations 2005 |

### Distinctions individuelles
| Titres internationaux | Titres nationaux |
| --- | --- |
| Europe - Meilleur gardien de l'année UEFA en 1999, 2000, 2001 et 2002 - Meilleur joueur de la Finale de la Ligue des champions UEFA 2001 Internationale - Gardien européen de l'année en 2001 et 2002 - Meilleur gardien de la Coupe du monde 2002 - Meilleur joueur de la Coupe du monde 2002 - Nommé dans l'équipe type de la Coupe du monde 2002 FIFA - 2e Meilleur footballeur de l'année FIFA en 2002 - Nommé au FIFA 100 en 2004 Ballon d'or - 3e au Ballon d'or 2001 et 2002 Autre - Meilleur gardien de football de l'année en 2001 et 2002 | Championnat - Meilleur gardien du Championnat d'Allemagne en 1994, 1997, 1998, 1999, 2000, 2001 et 2002 Allemagne - Footballeur allemand de l'année en 2000 et 2001 Décoration - Médaillé de Silbernes Lorbeerblatt avec l'équipe d'Allemagne en 1996, 2002 et 2006 |